# William Hobson
William Hobson (ur. 26 września 1792 w Waterford w Irlandii, zm. 10 września 1842 w Auckland w Nowej Zelandii) - pierwszy gubernator Nowej Zelandii; współautor traktatu z Waitangi.

## Kariera
25 sierpnia 1803 wstąpił do Royal Navy jako ochotnik drugiej klasy. Służył w okresie wojen napoleońskich; następnie brał udział w zwalczaniu piratów na Karaibach. W 1806 awansował na kadeta marynarki, a w 1813 został pierwszym porucznikiem. W maju 1824 mianowano go komandorem.